# Maarten Ketels
Maarten Ketels (Kortrijk, 10 juli 1986) is een Vlaams acteur.
Ketels liep tijdens zijn jeugd school in Kortrijk en aan de kunsthumaniora in Brugge. In juni 2010 studeerde hij af aan het Herman Teirlinck Instituut.
Hij vertolkte een rol in de langspeelfilm Groenten uit Balen als Leo. Hij speelde ook mee in de film Love, Romance & Chocolate als Liam. Ketels had eveneens een rol in de televisieserie De Rodenburgs als Daniël Goeminne en gastrollen in onder meer Danni Lowinski, Code 37, Witse, Dubbelleven en Aspe.
Hij richtte samen met Rebekka Dewit en Freek Vielen het theatergezelschap 'Het Huis van Afgevaardigden' op. In 2012 wonnen ze de Sabam Jongtheaterschrijfprijs op Theater Aan Zee.
Ketels heeft een dochter en heeft een relatie met Lynn Van Royen.

## Film
- 5 km (2005)
- Dimitri (2005)
- The Trouble Eat At 2am (2006)
- Wolvenhof (2007)
- Wahnsin (2007)
- Huis Clos (2008)
- End-Scheidung (2009)
- Border of Time (2010)
- Adem (2010) - als dokter Guido
- Filpped (2010) - als Thomas
- Groenten uit Balen (2011) - als Leo
- Pépé perdu (2012) - als Armand
- De Verloren Weduwe van Willy Loman (2012) - als Danny King/Verpleger
- Mont d'Or (2013) - als Marco
- Brother (2015) - als Eduard
- Cafard (2015) - als Guido (stem)
- Soirée à la Girafe (2015) - als Blinval
- Patagonia (film) (2015) - als Mike
- Volg mij (2015) - als Gerard
- Big Hero 6 (2015) - als Tadashi Hamada (stem)
- A Quiet Passion (2016) - als mister Todd
- In Blue (2017) - als co-piloot
- Genekt (2018) - als Nico
- Love, Romance & Chocolate (2019) - als Liam
- Het geheugenspel (2023) - Luca

## Televisie
- Vermist (2008) - als barman
- De Rodenburgs (2010-2011) - als Daniël Goeminne
- Witse (2011) - als Bjorn Lemmens
- Code 37 (2011) - als Bart Maes
- Aspe (2011) - als Guillaume Roosevelt
- Dubbelleven - als gynaecoloog
- Danni Lowinski (2012) - als Frankie Hoste
- Rox (2012) - als Barry
- Zone Stad (2013) - als Patrick Rutgers
- De Ridder (2013) - als Wim
- Vriendinnen (2015) - als Bart
- Vermist (2015) - als Johnny Vermeire
- Vossenstreken (2015) - als Bertje
- Professor T. (2015) - als Jens Deneuter
- Sense8 (2017) - als Vincent
- Connie & Clyde (2018)
- Flikken Maastricht (2019) - als dealer
- De Luizenmoeder (2019-2020) - als Ronald
- Holby City (2020) - als Stellan Schrader
- Een Goed Jaar (2020) - als Nathan
- Onder Vuur (2021) - als Vincent Knockaert
- The Window (2022) - als Carl
- Professor T. (Engelse versie) (2022) - als Danny Gedge
- Lisa (2022-2023) - als Gijs Goeminne
- Het verhaal van Vlaanderen (2023) - als ploegbaas
- Arcadia (2023) - als Bart
- Assisen: De insulinemoord (2024) - Caspar Cooremans
- Juliet (2024) - als Danny Dumon
- Zussen (2024) - als Mathijs

## Theater
- HALL (2007-2009)[3]
- Stel je voor, ik zoek een mens. (2010-2011)
- Stel je voor, ik zoek een mens. - De A'dam editie (2011)
- Hitler is Dood (2011-2012)
- Heimat (2013), producenten: Theater Aan Zee, De Tijd, De Singel, Vlaamscultuurhuis de Brakkegrond, Vlaams-Nederlands Huis deBuren, Nederlands Consulaat en Ambassade in België.